# 세키토요촌
세키토요촌(関豊村)은 지바현 기미쓰군에 일찍이 존재했던 촌이다. 현재의 훗쓰시 남부에 해당한다.

## 역사
- 1926년 4월 24일 - 세키촌, 도요오카촌이 합병해 신설되었다.
- 1955년 4월 25일 - 다마키촌과 합병해 미네가미촌이 신설되어, 동일 세키토요촌은 폐지되었다.